# Fidel Dávila Arrondo

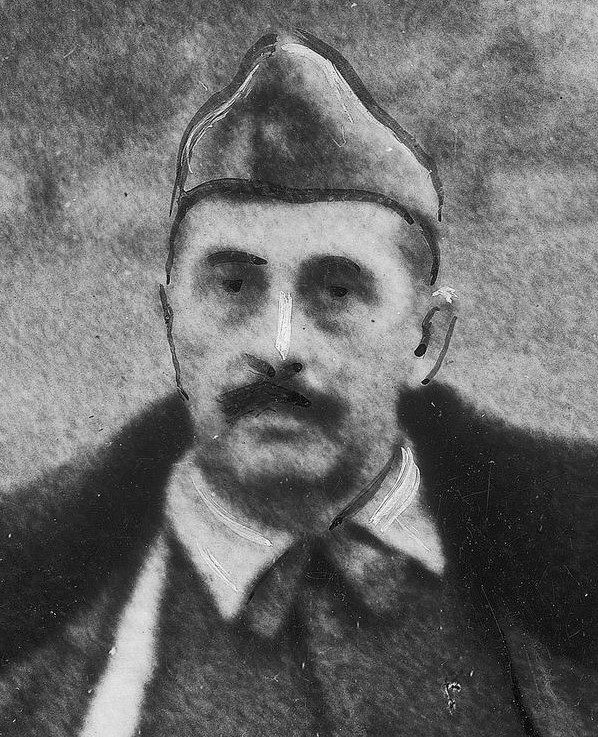
Fidel Dávila Arrondo (1938/39)

Fidel Dávila Arrondo (* 24. April 1878 in Barcelona; † 22. März 1962 in Madrid) war ein spanischer Offizier während des Spanischen Bürgerkriegs.

## Leben
Fidel Dávila Arrondo kämpfte als Infanterieoffizier in Kuba während des Spanisch-Amerikanischen Krieges und erhielt das Cruz del Mérito Militar. Später wechselte er in den Generalstab der spanischen Armee. Er wurde befördert und nach Spanisch-Marokko versetzt. 1929 wurde er in den Rang eines Brigadegenerals befördert und in den VII. Militärbezirk versetzt. Während der Militärreform unter Premierminister Manuel Azaña bat er um Versetzung in den Ruhestand und ließ sich in der Nähe von Burgos nieder.
Dávila Arrondo war Mitglied der Junta de Defensa Nacional und nahm er an der Verschwörung gegen die Regierung des Frente Popular teil. In der Nacht vom 18. Juli auf den 19. Juli 1936 übernahm er die Zivilverwaltung von Burgos. Er nahm am Krieg in Nordspanien teil, der in der Eroberung von Vizcaya, Santander und Asturien endete. Im Februar 1938 wurde er Verteidigungsminister in der ersten Regierung von Francisco Franco und in den Rang eines Generalleutnants befördert. Er plante die Aragonoffensive, nahm am Angriff auf Maestrazgo teil, an der Ebroschlacht und der Katalonienoffensive. Im August 1939 erhielt er den Rang eines Generalfeldmarschalls des II. Militärbezirks und des Armeehauptquartiers.